# Doorstart (luchtvaart)

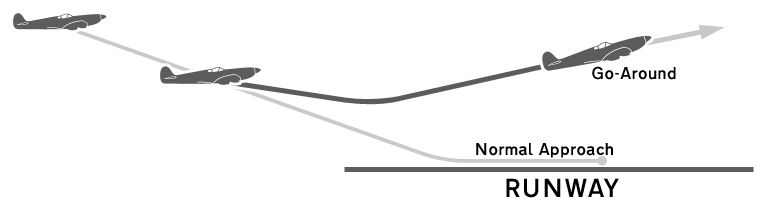
Schematische weergave van een doorstart

Een doorstart, in de luchtvaart gewoonlijk go-around genoemd, is het afbreken van de landing door een vliegtuig. In plaats van te landen, klimt het vliegtuig opnieuw naar een beperkte hoogte, meestal om een nieuwe landingspoging te ondernemen. De bemanning kan echter ook besluiten uit te wijken naar een ander vliegveld, en zal dan doorklimmen naar grotere hoogte om de route naar het uitwijkveld te vervolgen.
Er kunnen verschillende redenen zijn waarom de landing wordt afgebroken. 
- De meest voorkomende is dat het toestel niet stabiel (Engels: stabilised) op de eindnadering zit. Stabiel in deze zin kan betekenen bijvoorbeeld; niet op de juiste snelheid, niet binnen de juiste aanvlieghoek qua hoogte of koers, Dit kan onder andere ontstaan door hevige windstoten, door verstoring van het signaal van het instrument landing system of door verkeerde inschatting van de vliegers (bijvoorbeeld meer staartwind dan verwacht).
- Het niet geven (of intrekken) van een landingsklaring door de luchtverkeersleider, bijvoorbeeld omdat de landingsbaan niet vrij is, is ook een reden voor het afbreken van de landing.
- Wanneer de bemanning (bijvoorbeeld door mist) de landingsbaan niet in zicht heeft wanneer de beslissingshoogte bereikt wordt zal dat een reden zijn voor de bemanning om een doorstart initiëren.
- Wanneer de bemanning niet tijdig klaar met procedures of checklist zal een doorstart gemaakt worden.
- Op een druk vliegveld worden toestellen tijdens de spitsuren kort achter elkaar "opgelijnd" (soms met maar 3 NM horizontale tussenruimte). Het missen na de landing van de (high-speed) afslag van de landingsbaan, of gewoon treuzelen van de voorganger met het vrijmaken van de baan kan er al voor zorgen dat het daar op volgende vliegtuig een doorstart moet maken.

Zowel de luchtverkeersleiding als de piloot kan de procedure initiëren. Voor beide partijen levert een doorstart extra werkbelasting op. 
Wanneer het vliegtuig een doorstart maakt en een vooraf beschreven (laterale en verticale) procedure afvliegt noemt men dit een missed approach. De cockpitbemanning brengt het toestel in een configuratie waarin het met hoog vermogen kan klimmen, terwijl daarna vaak op relatief lage hoogte alweer vermogen moet worden teruggenomen om horizontaal te vliegen, om vervolgens een nieuwe nadering te beginnen. 
Voor de torenverkeersleider is het zaak zo snel mogelijk het risico op conflicten met andere toestellen in te schatten, en zo nodig in te grijpen. Voor de naderingsverkeersleider is er nog wat meer werk, want hij moet het doorstartende toestel opnieuw invoegen in de rij met vliegtuigen die onderweg zijn naar de landingsbaan.